# Трофео Коста Этруска II
Трофео Коста Этруска II (итал. Trofeo Costa Etrusca II) — шоссейная однодневная велогонка, проходившая по территории Италии с 2007 по 2009 год.

## История
Гонка была создана в 2007 году через 10 лет после Трофео Коста Этруска I и сразу вошла в Женский мировой шоссейный календарь UCI. Проводилась накануне Трофео Коста Этруска I. В 2009 году накануне уже данной гонки был проведён Трофео Коста Этруска III. Из-за этого в ряде источников может упоминаться под названием Trofeo Costa Etrusca: GP Comuni Ribardella - Montescudaio.
В первой половине февраля 2010 года была отменена по финансовым и организационным причинам вместе с двумя остальными гонками и больше не проводилась.
Маршрут гонки проходил на Этрусском побережье — в провинции Ливорно области Тоскана между Рипарбелла и Монтескудайо. Протяжённость дистанции составляла от 110 до 120 км.

## Призёры
| Год  | Победитель        | Второй           | Третий         |
| ---- | ----------------- | ---------------- | -------------- |
| 2007 | Мартина Корацци   | Мония Баккаилле  | Сюзанн Юнгског |
| 2008 | Кристин Армстронг | Фабиана Луперини | Ноэми Кантеле  |
| 2009 | Сара Дюстер       | Эмма Юханссон    | Ноэми Кантеле  |